# Jesper Karlsson
Jesper Karlsson, né le 25 juillet 1998 à Falkenberg en Suède, est un footballeur international suédois qui évolue au poste d'ailier gauche à Bologne FC.

## Biographie

### Falkenbergs FF
Passé par l'IF Böljan, Jesper Karlsson rejoint le Falkenbergs FF en 2015, où il poursuit sa formation. Il joue son premier match en équipe première le 21 février 2016, lors d'une rencontre de Svenska Cupen face au Tenhults IF (en) où son équipe s'impose sur le score de deux buts à zéro. Karlsson fait sa première apparition dans l'Allsvenskan le 3 avril de la même année contre l'IFK Göteborg. Il entre en jeu lors de cette rencontre et son équipe est battue par deux buts à zéro.

### IF Elfsborg
Le 2 décembre 2016, Jesper Karlsson rejoint l'IF Elfsborg pour un contrat de cinq ans,. Il joue son premier match sous ses nouvelles couleurs le 19 février 2017 lors d'une rencontre de Svenska Cupen contre l'IFK Värnamo (2-2).

### AZ Alkmaar
Le 11 septembre 2020, Jesper Karlsson rejoint les Pays-Bas en s'engageant en faveur de l'AZ Alkmaar pour un contrat de cinq ans. 
Le 27 février 2022 il se fait remarquer en réalisant un nouveau doublé contre le Feyenoord Rotterdam, en championnat. Il permet ainsi à son équipe de l'emporter par deux buts à un avec deux penaltys transformés par Karlsson,.

### Bologne FC
Le 23 août 2023, Jesper Karlsson prend la direction de l'Italie afin de s'engager en faveur du Bologne FC.

### En sélection
Jesper Karlsson honore sa première sélection avec l'équipe nationale de Suède le 9 janvier 2020, en match amical contre la Moldavie. Il est titulaire au poste d'ailier gauche ce jour-là et son équipe s'impose sur le score d'un but à zéro.

## Statistiques
| Saison                | Club                  | Championnat           | Championnat | Championnat | Coupe(s) nationale(s) | Coupe(s) nationale(s) | Compétition(s) continentale(s) | Compétition(s) continentale(s) | Compétition(s) continentale(s) | Play-offs | Play-offs | Total | Total |
| Saison                | Club                  | Division              | M.          | B.          | M.                    | B.                    | Comp.                          | M.                             | B.                             | M.        | B.        | M.    | B.    |
| 2016                  | Falkenbergs FF        | Allsvenskan           | 26          | 7           | 3                     | 0                     | -                              | -                              | -                              | -         | -         | 29    | 7     |
| Sous-total            | Sous-total            | Sous-total            | 26          | 7           | 3                     | 0                     | -                              | -                              | -                              | -         | -         | 29    | 7     |
| 2017                  | IF Elfsborg           | Allsvenskan           | 14          | 0           | 3                     | 1                     | -                              | -                              | -                              | -         | -         | 17    | 1     |
| 2018                  | IF Elfsborg           | Allsvenskan           | 22          | 0           | 3                     | 0                     | -                              | -                              | -                              | -         | -         | 25    | 0     |
| 2019                  | IF Elfsborg           | Allsvenskan           | 25          | 8           | 1                     | 1                     | -                              | -                              | -                              | -         | -         | 26    | 9     |
| 2020                  | IF Elfsborg           | Allsvenskan           | 22          | 11          | 4                     | 1                     | -                              | -                              | -                              | -         | -         | 26    | 12    |
| Sous-total            | Sous-total            | Sous-total            | 83          | 19          | 11                    | 3                     | -                              | -                              | -                              | -         | -         | 94    | 22    |
| 2020-2021             | AZ Alkmaar            | Eredivisie            | 32          | 12          | 1                     | 0                     | C3                             | 6                              | 0                              | -         | -         | 39    | 12    |
| 2021-2022             | AZ Alkmaar            | Eredivisie            | 34          | 15          | 4                     | 3                     | C3+C4                          | 1+8                            | 0+1                            | 4         | 2         | 51    | 21    |
| 2022-2023             | AZ Alkmaar            | Eredivisie            | 23          | 9           | 2                     | 2                     | C4                             | 8                              | 2                              | -         | -         | 33    | 13    |
| 2023-2024             | AZ Alkmaar            | Eredivisie            | -           | -           | -                     | -                     | C4                             | 1                              | 0                              | -         | -         | 1     | 0     |
| Sous-total            | Sous-total            | Sous-total            | 89          | 36          | 7                     | 5                     | -                              | 24                             | 3                              | 4         | 2         | 124   | 46    |
| 2023-2024             | Bologne FC            | Serie A               | 5           | 0           | 1                     | 0                     | -                              | -                              | -                              | -         | -         | 6     | 0     |
| Sous-total            | Sous-total            | Sous-total            | 5           | 0           | 1                     | 0                     | -                              | -                              | -                              | -         | -         | 6     | 0     |
| Total sur la carrière | Total sur la carrière | Total sur la carrière | 203         | 62          | 22                    | 8                     | -                              | 24                             | 3                              | 4         | 2         | 253   | 75    |